# Marttiini
Marttiini является одной из самых известных компаний в финской ножевой индустрии. Её основатель Янне Марттиини в 1928 году открывает фабрику и основывает компанию «J. Marttiini Knife». В 1932 году на сельскохозяйственной выставке в Выборге Янне продемонстрировал свой нож «Lynx» (рысь) и вместе с первым местом получил признание.
В 1952 году компания вышла на рынок США. В 60-х годах увеличивающийся за океаном спрос на филейные ножи значительно увеличил экспорт компании. Был заключен контракт на поставку ножей с компанией «Walmart», сотрудничество с которой продолжается до наших дней.
В 1967 году компания «J. Marttiini Knife» получила от президента Финляндии награду «за исключительно выдающиеся достижения в экспорте».
В 1969 году в промышленной зоне города Рованиеми была завершена постройка нового завода (на котором и сегодня осуществляется производство), а уже через год был выпущен миллионный филейный нож.
В 1970 году сделан миллионный нож, а к концу года численность сотрудников увеличилась до 125 человек. 80% ножей шло на экспорт.
В мае 1971 года на заводе произошёл пожар, буровая установка и партия из 30 000 ножей были уничтожены. Общий ущерб составил 100 000 финских марок.
В 1980-х и 1990-х годах офис «Марттиини» перешёл в эпоху компьютеров. Офис-менеджер Туула Марттиини и бухгалтер Ханнеле Ниеми рассказали в газетном интервью о своём опыте запуска компьютеров на рабочих местах.
В 1995 году был открыт собственный офис в Париже.
В 1998 году было полностью отреставрировано здание старой фабрики в центре Рованиеми. Сейчас в нём располагается музей и фирменный магазин «Marttiini».
В 2001 году управляющим директором компании была назначена Пяйви Охво.
В октябре 2005 года семья Марттиини продала весь акционерный капитал «Marttiini» корпорации «Rapala VMC Corporation», специализирующейся на товарах для рыбаков и владеющей многими финскими брендами в этой области. До приобретения капитала «Marttiini» Rapala VMC Corporation купила более миллиона ножей «Marttiini».